# Herb Działdowa
Herb Działdowa – jeden z symboli miasta Działdowo w postaci herbu, ustanowiony 28 marca 1996.

## Wygląd i symbolika
Herb przedstawia na błękitnej tarczy postać św. Katarzyny stojącej w gotyckim portalu. W prawej ręce, skierowanej ku górze, trzyma wycinek (1/4 całości) koła tortur, a w lewej, opuszczonej w dół, oparty o podłoże miecz. Po obu stronach portalu znajdują się tarcze rycerskie podzielone na 12 pól w czerwono-białą szachownicę Kolorystka herbu: suknia czerwona; płaszcz, korona, koło tortur i rękojeść miecza – złote; kolce koła tortur i miecz – stalowe; portal – złoty.

## Historia
Herb został nadany miastu przez komtura ostródzkiego Güntera von Hohensteina w II połowie XIV w. Święta Katarzyna stanowi patronkę miasta. Tarcza z białą-czerwoną szachownicą jest herbem rodowym von Hohensteinów, wywodzących się z okolic Harzu. Z tego powodu motyw ten jest także spotykany w heraldyce niemieckiej, np. w godłach księstw Brunszwiku, Schwarzburg-Rudolstadt i Schwarzburg-Sondershausen (zniesionych w l. 1918–1920 r.) oraz we współczesnych herbach miasta Bad Sachsa i powiatu Nordhausen.